# DuPage County
DuPage County är ett county i delstaten Illinois i USA. År 2010 hade countyt 916 924 invånare. Den administrativa huvudorten (county seat) är Wheaton. 

## Politik
DuPage County har under 2000-talet tenderat att rösta på demokraterna i politiska val. Tidigare var det ett starkt fäste för republikanerna.
Republikanernas kandidat vann rösterna i countyt i samtliga presidentval mellan 1916 och 2004. I valet 2008 blev demokraternas kandidat Barack Obama den första demokraten sedan 1916 att vinna countyt. Han vann med 54,7 procent av rösterna mot republikanernas kandidat som fick 43,9 procent. I valet 2016 vann demokraternas kandidat countyt för tredje gången i rad, denna gång med 53,1 procent av rösterna mot 38,6 för republikanernas kandidat, vilket är det sämsta resultatet för republikansk kandidat i countyt sedan valet 1912.

## Geografi
Enligt United States Census Bureau har countyt en total area på 873 km². 865 km² av den arean är land och 8 km² är vatten.

## Referenser

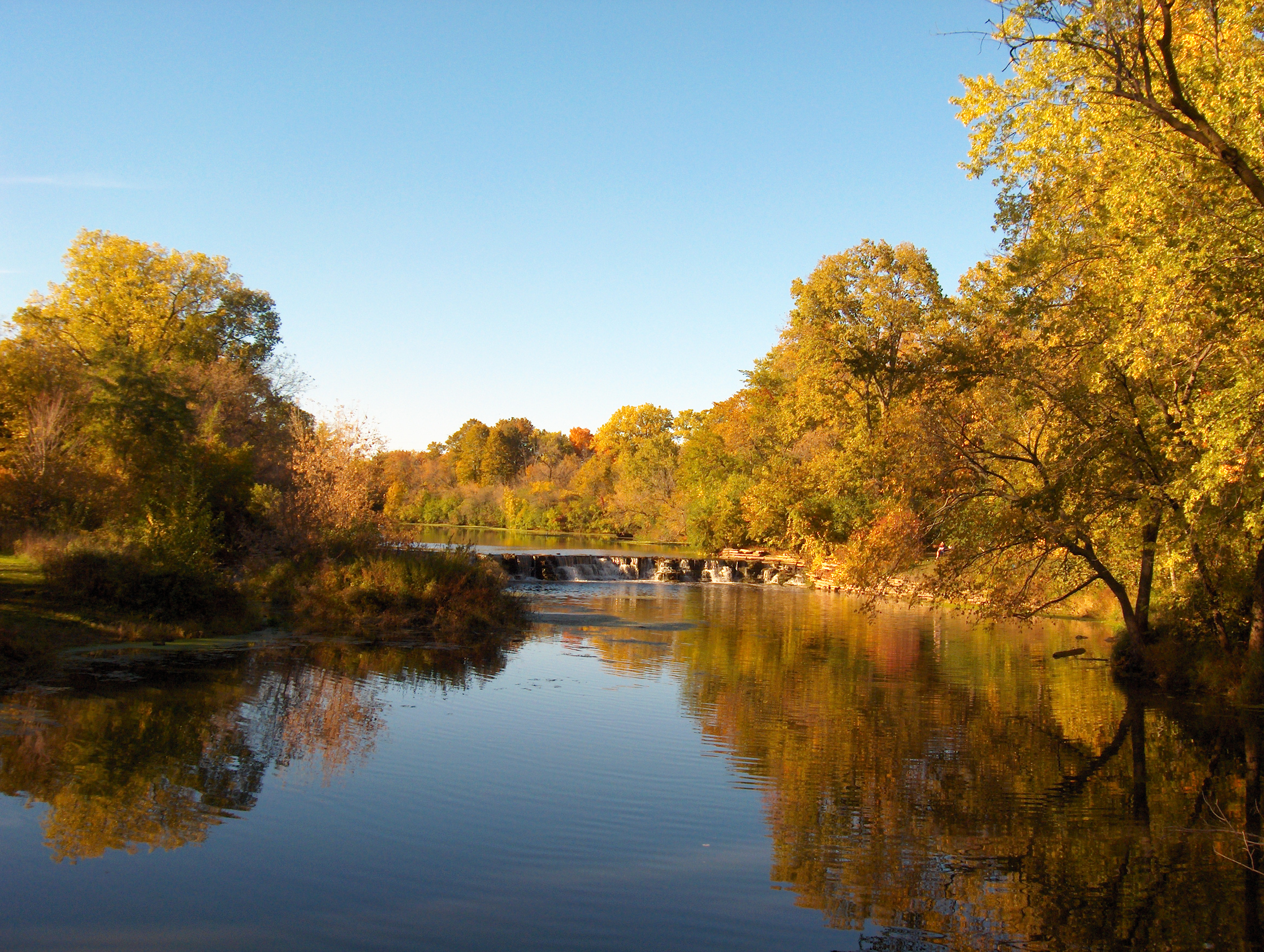
Floden DuPage.

### Angränsande countyn
- Cook County - nord och öst
- Will County - syd
- Kendall County - sydväst
- Kane County - väst